# Уайетт, Бенджамин Дин
Бенджамин Дин Уайетт (англ. Benjamin Dean Wyatt, 1775—1852) — английский архитектор, автор ряда зданий и сооружений, ныне признанных памятниками архитектуры. Старший сын известного архитектора Джеймса Уайетта.

## Ранняя карьера
Бенджамин Дин Уайетт был сыном и учеником архитектора Джеймса Уайетта и братом Мэтью Уайетта . Прежде чем стать архитектором в 1809 году, он поступил на службу в Ост-Индской компании, работая в офисе лорда Уэлсли в Калькутте. После этого в Дублине он работал личным секретарем брата Уэлсли Артура, впоследствии герцога Веллингтона.
В 1811 году Уайетт выиграл конкурс на восстановление Королевского театра на Друри-Лейн, разрушенного пожаром в 1809 году. Строительство началось в октябре 1811 года, а год спустя театр открылся. Уайетт опирался в работе на проект зрительного зала театра в Бордо, который считался лучшим в Европе по акустике. В 1813 году он опубликовал «Наблюдения за проектом Королевского театра на Друри-Лейн».
В том же 1813 году он сменил своего отца на посту архитектурного инспектора зданий Вестминстерского аббатства, пребывая в этой должности с 1813 по 1827 год.

## Резиденция герцога Веллингтона
Когда Артур Уэлсли по окончании войны с Наполеоном в 1814 году был назначен 1-м герцогом Веллингтоном, правительство предложило купить ему резиденцию. Веллингтон обратился за советом к Уайетту. Уайетт выступал за строительство относительно скромного по размерам здания, которое производило бы «очень великолепный и впечатляющий эффект» без «чудовищных затрат на уход, подобно тому, что требуют Бленхейм или Касл-Ховард».
Он составил ряд планов, которые представил Веллингтону в Париже через несколько месяцев после победы герцога при Ватерлоо. Его идея заключалась в том, чтобы расположить здания вокруг трех сторон большого двора с закругленными углами, в который можно попасть через окружающую колоннаду. Главный блок дома был спланирован вокруг восьмиугольного лестничного холла с кессонным куполом с окулюсом, в стиле Пантеона в Лондоне, спроектированного его отцом Джеймсом Уайеттом. Архитектору пришлось разработать ряд вариаций проекта, прежде чем герцог наконец дал свое одобрение в ноябре 1815 года. Затем Уайетт подготовил комплект рабочих чертежей, которые включали подробные инструкции по оформлению в неоклассическом стиле.
В 1817 году попечители, назначенные парламентом для предоставления герцогу дома, купили поместье в Стратфилд-Сэйе, Хэмпшир, для использования Веллингтоном, и Уайетт был уверен, что дворец по его проекту будет построен именно там, несмотря на холодное отношение попечительского совета к его проектам. Однако в начале 1818 года было решено переделать уже существующее строение; Уайетту заплатили за проект, но строительство по нему было отменено.
В 1819 году Уайетт начал работу по благоустройству Эпсли-хауса, лондонского дома Веллингтона. На первом этапе работ он добавил трехэтажную пристройку к северо-восточному крылу, в которой разместились парадная столовая, спальни и гардеробные.
Второй этап, начавшийся после того, как Веллингтон стал премьер-министром в 1828 году, включал в себя пристройку новой лестницы и «Галереи Ватерлоо» в стиле Людовика XIV к западному фасаду дома. Фасад, ранее построенный из красного кирпича, был облицован мрамором, к нему был добавлен портик. Первоначальная смета работ составляла 23 000 фунтов стерлингов, но необходимость устранения структурных дефектов, обнаруженных в ходе работ, привела к увеличению затрат до более чем 61 000 фунтов стерлингов.

## Другие проекты
В последующие годы Уайетт выступил автором проекта двухэтажного северного крыла к Вестпорт-хаусу в Мейо, в Ирландии, для 2-го маркиза Слайго. В этом крыле располагались помещения для персонала и кухонные помещения. За ним последовало строительство южного крыла того же здания, в котором находилась двухэтажная библиотека, окруженная мезонином, поддерживаемым чугунными кронштейнами, обеспечивающими доступ к книгам. Это крыло погибло во время пожара 1826 года из-за перегрева технически сложной системы отопления. Оригинальные чертежи библиотеки Уайетта сохранились в Вестпорт-хаусе.
Уайетт сыграл важную роль в возрождении стиля рококо в Англии в середине 1820-х годов. Он спроектировал интерьеры замка Бельвуар (1825—1830), включая столовую, картинную галерею, салон Елизаветы и мавзолей в романском стиле на территории.

## Поздние работы в Лондоне
Вместе со своим братом Филипом Уильямом (умер в 1835) Уайетт спроектировал здания Крокфорд клуба (1827), Лондондерри-хаус (1825-28, снесено в 1964 году), Ориент-клуба на Ганновер-сквер (1827—1828). Он выступил автором проекта Колонны герцога Йоркского, построенной в 1831—1834 годах. Также участвовал в проектировании Ланкастер-хауса, взяв на себя прорисовку внешнего облика здания (верхний этаж был добавлен сэром Робертом Смирком) и парадные залы.

## Галерея архитектурных работ

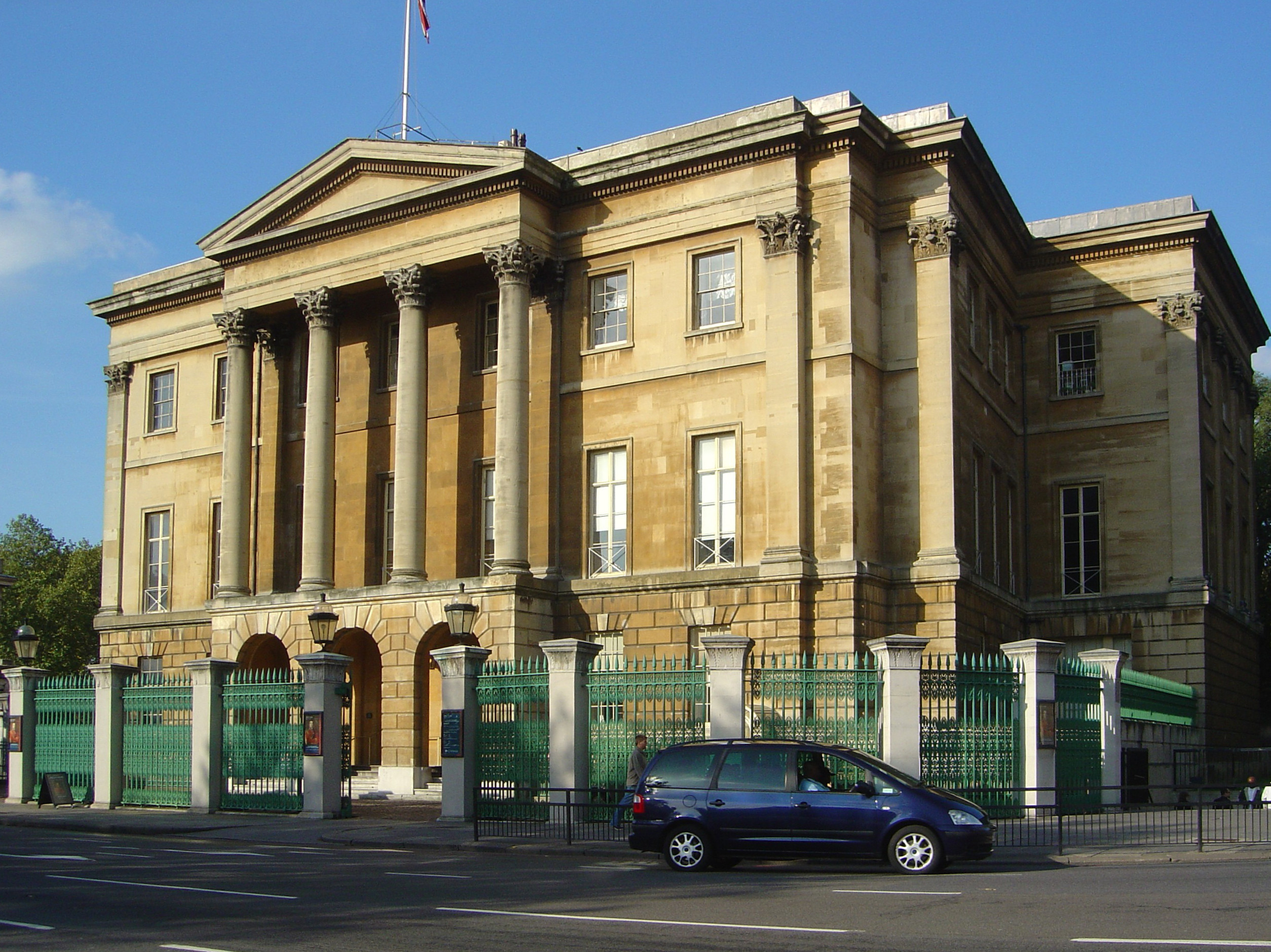
Эпсли-Хаус, Лондон
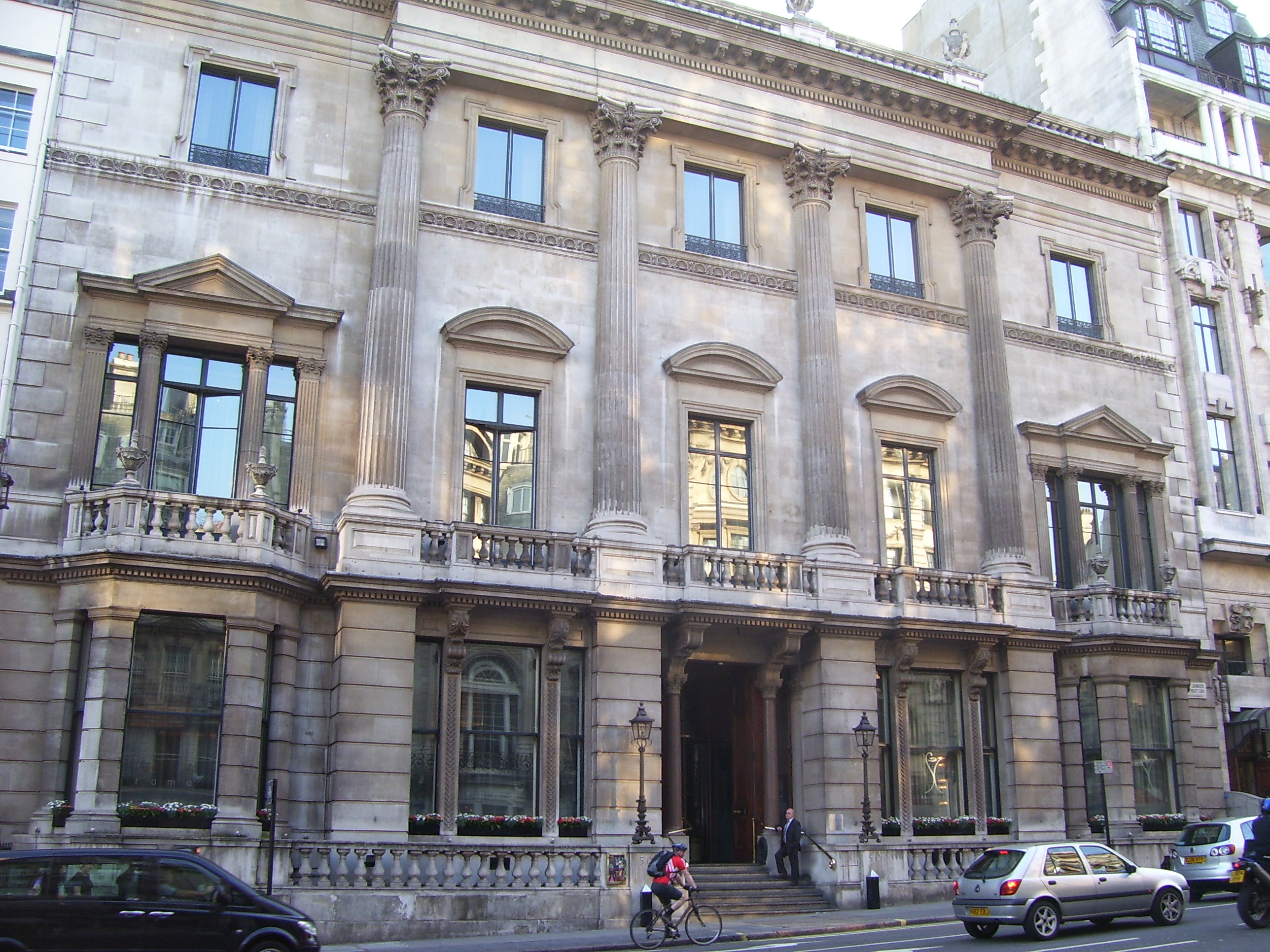
Крокфорд-Клуб, Лондон, совместная работа с братом Филипом Уайеттом.
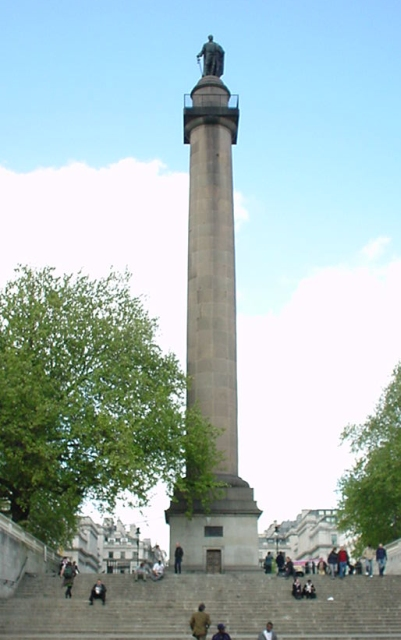
Колонна герцога Йоркского
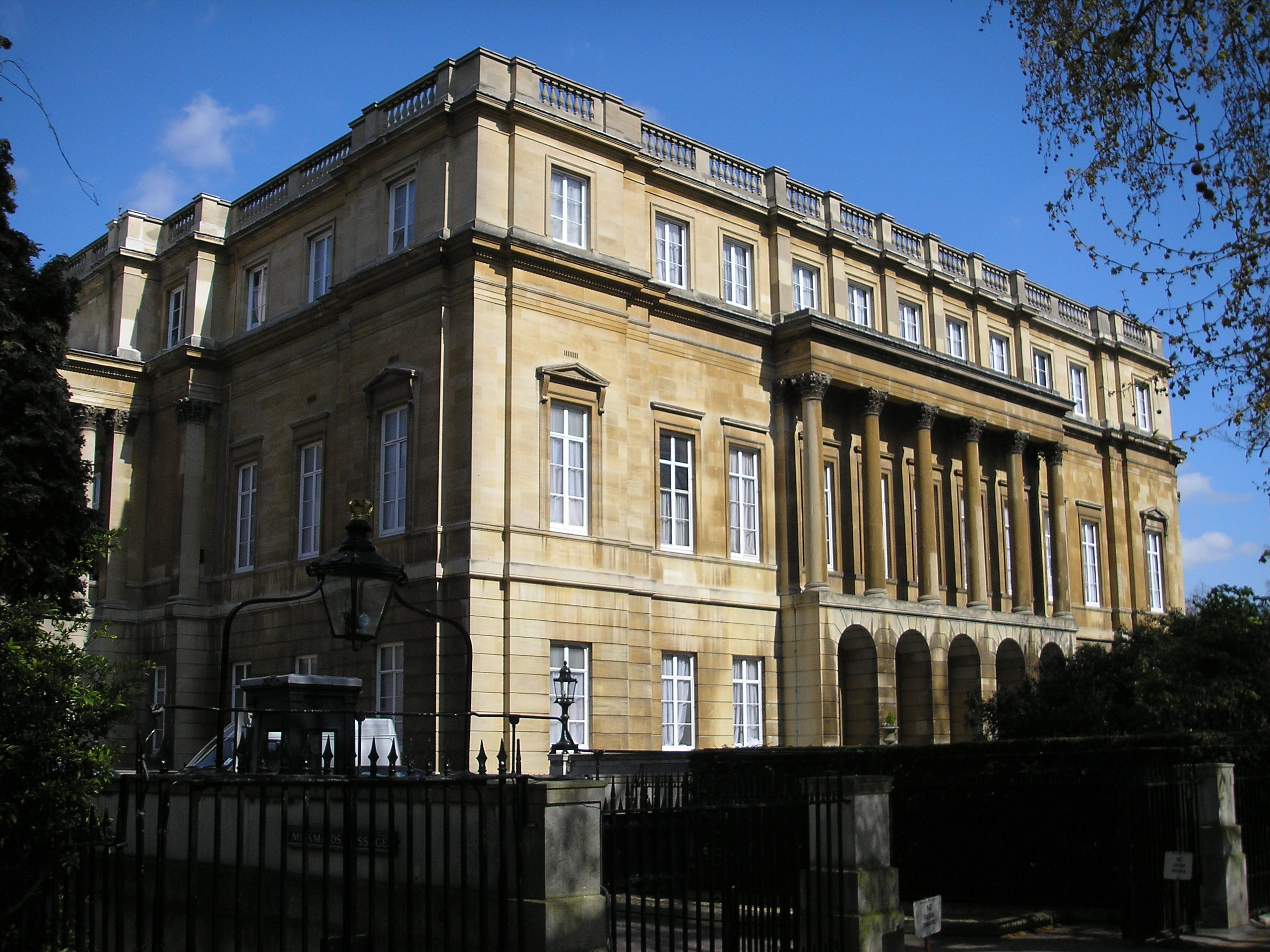
Ланкастер-Хаус
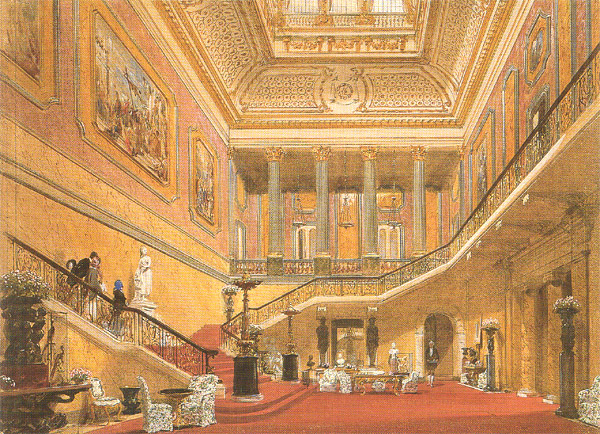
Большая лестница, Ланкастер-хаус
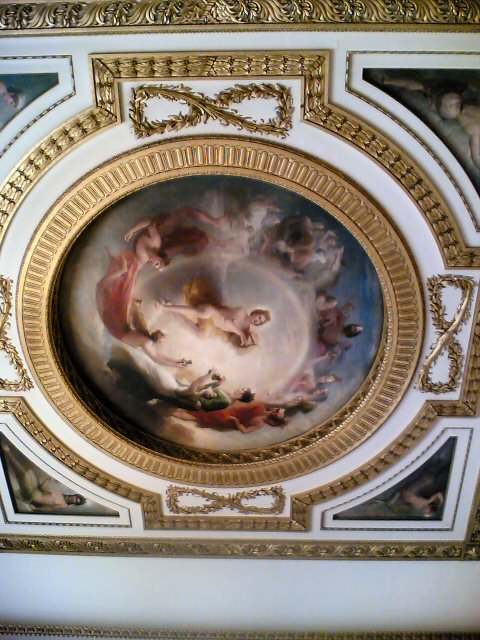
Потолок, Юго-западная гостиная, Ланкастер-Хаус.
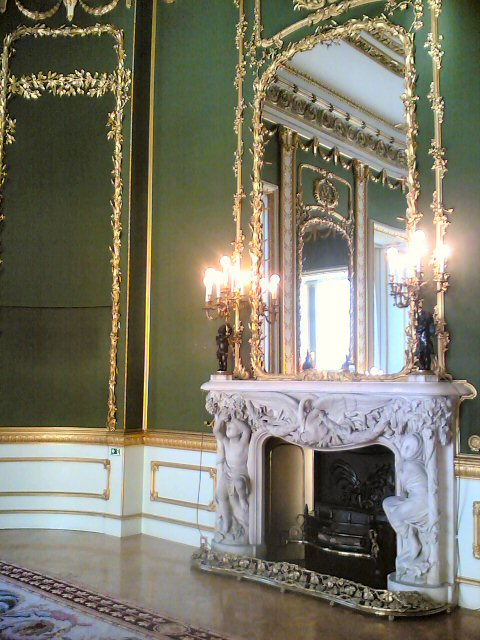
Камин, юго-западная гостиная, Ланкастер-Хаус